# Gilalite
La gilalite è un minerale.